# Entreprenör (tidning)
Entreprenör är en tidning om entreprenörer och företagare, för entreprenörer och företagare. Tidningen är också ett organ för Svenskt Näringsliv.
Tidningen startades i samband med att Svenskt Näringsliv och ersatte tidigare tidningar som SAF-tidningen och Industriforum.
Den sista utgåvan av papperstidningen Entreprenör kom i december 2017. Därefter är tidningen enbart en webbtidning.

## Chefredaktörer
- Staffan Åkerlund (2001-2004[3])
- Nicklas Mattsson (2005-2017)
- Anna Dalqvist (2017-)

## Källhänvisningar
1. ↑  Staffan Åkerlund: När motarbetaren blev medarbetare Arkiverad 11 september 2018 hämtat från the Wayback Machine., Byggindustrin, 3 november 2011
2. ↑  Om Entreprenör Arkiverad 11 september 2018 hämtat från the Wayback Machine., Entreprenör
3. ↑  Staffan Åkerlund Arkiverad 11 september 2018 hämtat från the Wayback Machine., Journalisten, 9 juni 2004